# ذاكرة بصرية قصيرة الأمد
في الدراسات المعنية بالرؤية، تمثل الذاكرة البصرية قصيرة الأمد واحدًا من ثلاثة أنظمة واسعة للذاكرة اتي تضم أيضًا الذاكرة الأيقونية والذاكرة طويلة الأمد. تُعتبر الذاكرة البصرية قصيرة الأمد أحد أنواع الذاكرة قصيرة الأمد، التي تتميز باقتصارها على المعلومات الموجودة داخل الحقل البصري.
من وجهة النظر المحايدة نظريًا، يشير مصطلح الذاكرة البصرية قصيرة الأمد إلى التخزين غير الدائم للمعلومات البصرية على مدى فترة زمنية ممتدة. تمثل لوحة الرسم البصرية المكانية أحد المكونات الفرعية للذاكرة البصرية قصيرة الأمد ضمن النموذج النظري للذاكرة العاملة الذي اقترحه ألان بادلي؛ إذ يجادل النموذج بدور الذاكرة العاملة المساعد في المهام العقلية مثل التخطيط والمقارنة. في حين تتميز الذكريات الأيقونية بهشاشتها، وتحللها السريع وتعذر الاحتفاظ الفعال بها، تتسم الذكريات البصرية قصيرة الأمد بقوتها للمنبهات اللاحقة واستمرارها على مدى ثوان عديدة. من جهة أخرى، تختلف الذاكرة البصرية قصيرة الأمد عن الذاكرة طويلة الأمد بسعتها المحدودة للغاية بشكل رئيسي.

## لمحة عامة
ساهم إدخال مختلف المنبهات التي يصعب التعبير عنها بالألفاظ، ويتعذر على الأرجح الاحتفاظ بها في الذاكرة طويلة الأمد، في إحداث ثورة في دراسات الذاكرة البصرية قصيرة الأمد في أوائل سبعينيات القرن العشرين. استلزمت هذه التقنية التجريبية الأساسية المستخدمة من المراقب تحديد مدى تطابق مصفوفتين، أو شكلين، بينهما فاصل زمني قصير. تشير النتائج المتمثلة في قدرة المراقب على الإبلاغ عن حدوث تغير ما، بمعدلات عالية من شأنها استبعاد احتمالية الصدفة، إلى قدرته على تشفير جانب من المنبه الأول في مخزن بصري بحت، وصولًا إلى فترة تقديم المنبه الثاني على الأقل. مع ذلك، نظرًا إلى تعقيد المنبهات المستخدمة، بالإضافة إلى طبيعة التغير غير الخاضع للتحكم نسبيًا، تركت هذه التجارب العديد من الأسئلة المفتوحة، بما في ذلك:
1. هل اقتصر التخزين على مجموعة فرعية واحدة فقط من الأبعاد الإدراكية الحسية التي تتضمن المنبه البصري (على سبيل المثال، التردد المكاني، أو شدة الإضاءة أو التباين)
2. هل كانت الأبعاد الإدراكية الحسية محفوظة بدقة أكبر من غيرها في الذاكرة البصرية قصيرة الأمد
3. ماهية طبيعة تشفير هذه الأبعاد (أي هل تخضع الأبعاد الإدراكية الحسية للتشفير داخل قنوات متوازية منفصلة أم تخضع جميع الأبعاد الإدراكية الحسية للتخزين كوحدة مفردة داخل الذاكرة البصرية قصيرة الأمد؟)

## وظيفة تمثيلات الذاكرة البصرية قصيرة الأمد
تعمل الذاكرة البصرية قصيرة الأمد كما يُعتقد بمثابة المكون البصري لنظام الذاكرة العاملة، إذ تُستخدم على هذا النحو في تخزين المعلومات المؤقتة خلال عملية المهام التي تحدث بشكل طبيعي. لكن هل تتطلب المهام التي تحدث بشكل طبيعي فعلًا وجود ذاكرة بصرية قصيرة الأمد؟ ركزت غالبية الأعمال المعنية بهذه المسألة على دور الذاكرة البصرية قصيرة الأمد في سد الفجوات الحسية الناجمة عن حركات العين الرمشية. يحدث هذا الانحراف الفجائي في التحديق بمعدل 2 إلى 4 مرات في الثانية، إذ تخضع الرؤية لفترة وجيزة من الكبت عند تحرك العين. نتيجة لذلك، تتألف المدخلات البصرية من سلسلة من اللقطات المنحرفة مكانيًا للمشهد الكلي، مفصولة بعدد من الفجوات الموجزة. بمرور الوقت، يتطور تمثيل غني وتفصيلي للذاكرة طويلة الأمد من هذه اللمحات الموجزة للمدخلات، ويُعتقد أن الذاكرة البصرية قصيرة الأمد من شأنها سد هذه الفجوات بين اللمحات ما يسمح بمحاذاة الأجزاء ذات الصلة للمحة معينة مع الأجزاء ذات الصلة للمحة تالية. يلعب كل من نظامي الذاكرة البصرية قصيرة الأمد المكاني والكائني دورًا بارزًا في تكامل المعلومات عبر حركات العين. تتأثر حركات العين أيضًا بتمثيلات الذاكرة البصرية قصيرة الأمد. قد تؤثر التمثيلات المنشأة المحفوظة في الذاكرة البصرية قصيرة الأمد على حركات العين حتى في المهام التي لا تستلزم حركات العين بشكل صريح: يشير اتجاه حركات العين الرمشية الدقيقة إلى موقع الكائنات في الذاكرة البصرية قصيرة الأمد.